# Ловник
Ловник (словен. Lovnik) — поселення в общині Польчане, Подравський регіон‎, Словенія.